# Lubor Niederle

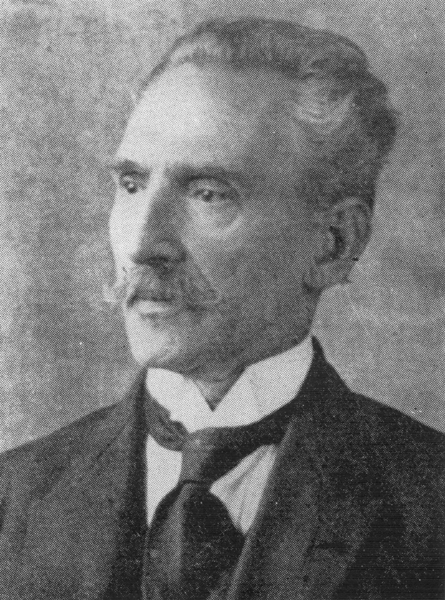
Lubor Niederle

Lubor Niederle (* 20. September 1865 in Klatovy; † 14. Juni 1944 in Prag) war ein tschechischer Archäologe, Anthropologe, Ethnograph und Historiker.

## Leben
Lubor Niederle studierte Anthropologie in Prag, Deutschland und Frankreich. In jungen Jahren bereiste er große Teile Süd- und Osteuropas. Durch Miroslav Tyrš wurde er zum Studium der Archäologie und Ethnographie angehalten, später widmete er sich ausschließlich der Urzeitgeschichte Europas. Sein Hauptinteresse galt den slawischen Stämmen, über die er 1893 sein erstes Werk publizierte. Zwei Jahre später beteiligte er sich am Aufbau des Volkskundlichen Museums.
1891 gründete und redigierte er die Zeitschrift Tschechisches Volk und arbeitete für mehrere Fachzeitschriften. Niederle lebte seit 1896 während der Sommermonate in Veletiny. Seit 1898 lehrte er als Professor an der Karls-Universität in Prag prähistorische Archäologie. Von 1927 bis 1929 war er Rektor der Hochschule. 1906 wurde er als korrespondierendes Mitglied in die Russische Akademie der Wissenschaften in Sankt Petersburg aufgenommen.
Niederle gehörte zu den Protagonisten der archäologischen Untersuchungsmethoden unter kritisch-analytischer Nutzung historischer Quellen. Mit seinem langjährigen Freund, dem Archäologen Karel Buchtela, verfasste er 1910 ein Kompendium über die tschechische Archäologie. 1919 beteiligte er sich wesentlich an der Gründung des Staatlichen Archäologischen Instituts (heute Archäologisches Institut der AV ČR), das er bis 1924 leitete.
Sein bedeutendstes archäologisch-ethnologisches Werk ist die elfbändige Sammlung Slawische Altertümer (1902 bis 1927) sowie seine Studie über Slawen in Ungarn von 1903 (Národopisná mapa uherských Slováků). 1928 beteiligte er sich an der Gründung des Slawischen Instituts (heute ein Institut der AV ČR). Mit der Problematik des Slawismus und der Geschichte der Slawen beschäftigte er sich in seinem 1931 erschienenen Kompendium der slawischen Archäologie.
1938 ernannte ihn die Gemeinde Veletiny zum Ehrenbürger.